# Guglielmo Tell (film 1911)
Guglielmo Tell è un film del 1911, diretto dal regista Ugo Falena.

## Storia
Il film ripercorre in breve la leggenda del famoso tiratore con la balestra Guglielmo Tell.
Un giorno per non essersi riverito di fronte al Cappello Imperiale, gli viene proposta una prova: colpire con una freccia una mela posta sopra la testa del proprio figlio.

## Distribuzione
Il film è uscito in Europa e all'estero con vari titoli: in Italia con Guglielmo Tell, in Francia con Guillaume Tell (Bordeaux), in Gran Bretagna e in USA con William Tell, in Spagna con Guillermo Tell e in Germania con Wilhelm Tell.